# Mattias Karlsson (moderat)
Jan Lennart Mattias Karlsson, född 19 maj 1972 i Risinge församling, Östergötlands län, är en svensk politiker (moderat). Han är ordinarie riksdagsledamot sedan 2018, invald för Norrbottens läns valkrets. Sedan 18 oktober 2022 är han Moderaternas gruppledare i riksdagen. Efter beslut av partiledare Ulf Kristersson den 21 oktober 2022 ingår han i moderaternas nya partiledning. Partiledningen samråder om politiska frågor och frågor som rör kampanj, utåtriktade aktiviteter och liknande. 
I riksdagen är han ledamot i Riksdagsstyrelsen samt ledamot i Utrikesnämnden. Den 15 november 2022 blev han invald i Krigsdelegationen. Krigsdelegationen består av riksdagens talman och femtio riksdagsledamöter som vid behov kan ersätta riksdagen om Sverige skulle vara i krig eller krigsfara. Mellan 2018 och 2022 var han ordförande i riksdagens delegation till Arktiska parlamentarikerkonferensen. Tidigare har han bland annat varit ledamot i finansutskottet 2019–2021 och socialförsäkringsutskottet 2021-2022.